# Parascyllium sparsimaculatum
Parascyllium sparsimaculatum är en hajart som beskrevs av Shoji Goto och Last 2002. Parascyllium sparsimaculatum ingår i släktet Parascyllium och familjen Parascylliidae. IUCN kategoriserar arten globalt som otillräckligt studerad. Inga underarter finns listade i Catalogue of Life.